# Jan Jurkowski
Jan Jurkowski (ur. ok. 1580, zm. prawdopodobnie w 1639) – poeta, lekarz, uważany za jednego z najciekawszych poetów przełomu renesansu i baroku.

## Życiorys
Urodzony około 1580 roku w Pilźnie. Syn mieszczanina, Marcina Jurkowica. Prawdopodobnie w roku 1596 zapisał się na Akademię Krakowską jako Joannes Martini Georgides Pilsnesis. W 1598 roku uzyskał stopień bakałarza. Prawdopodobnie 26 września 1621 roku uzyskał na Uniwersytecie w Padwie stopień doktora medycyny. Po powrocie do kraju przebywał w Bieczu, a następnie osiadł w Krakowie ok. 1627 roku. Ożenił się z Katarzyną, córką Jana i Zuzanny Suchockich, która wniosła w posagu m.in. skład solny w Wieliczce (akt prawny przekazania z datą 30 marca 1633 roku). 23 czerwca 1639 roku spisał testament, w którym swój niewielki majątek osobisty i spory księgozbiór zapisał jedynemu synowi Tomaszowi. Zmarł prawdopodobnie w drugiej połowie 1639 roku.

## Twórczość
Twórczość Jana Jurkowskiego badacze dzielą na: utwory o charakterze politycznym (Lech wzbudzony; Chorągiew Wandalinowa), utwory okolicznościowo-panegiryczne (Pieśni muz sarmackich; Hymenaeusz JMci Pana Jana Baptysty Cekiego; Hymenaeusz Nayiaśnieyszego Monarchy Dymitra Iwanowica; Lutnia na wesele; Muzy na wesele), moralitet (Tragedya o polskim Scilurusie), satyra społeczno-obyczajowa (Poselstwo z Dzikich Pól). Dedykował utwory następującym osobom: Bernard Maciejowski, Jędrzej Opaliński, Jan Tęczyński, Jerzy Mniszech, Aleksander Morski, Piotr Łaszcz, Jan Baptysta Ceki, Antoni Frąckowic i Grzegorz Trybel.
Badacze podkreślają społeczne zaangażowanie literatury Jana Jurkowskiego, piętnował bowiem upadek obyczajów w kulturze dworskiej oraz nieodpowiednie zachowanie niektórych członków szlachty. Wysuwał własne koncepcje funkcjonowania państwa oraz podawał remedium na nobilitację stanu szlacheckiego, co uwidacznia się w utworach o charakterze satyrycznym oraz politycznym. W warstwie językowej nawiązywał do stylu biblijnego (np. motyw wybierania przez Dawida pięciu gładkich kamieni) oraz sowizdrzalskiego, konstruował wyszukane alegorie (lutnia i jej części jako alegoria idealnej stratyfikacji społecznej), korzystał z języka złodziejskiego, tworzył neologizmy (szczególnie przymiotniki złożone, np. krwawopojne pole). Niektórzy badacze uważają utwory Jana Jurkowskiego za zapowiedź barokowej poetyki oraz barokowego indywidualizmu. Czesław Hernas scharakteryzował Jana Jurkowskiego jako poetę o „kapryśnej, nieokiełznanej wyobraźni, trudny – nie tylko dla nas – ale chyba i dla czytelników współczesnych mu, prowadzący swą myśl nieoczekiwanymi labiryntami asocjacji”.
Poniżej podano utwory w kolejności chronologicznej. Niektórzy badacze odnajdują osobę Jana Jurkowskiego w utworach podpisywanych pseudonimami Jan z Wychylówki oraz Januarius Sovizralius, brak niestety dostatecznych dowodów na potwierdzenie tej tezy.
1. Pieśni muz sarmackich przy szczęśliwym objęciu kardynalstwa w stolicy apostolskiej oświeconego y wielebnego oyca y pana Bernarda Macieiowskiego (Kraków 1604)
2. Hymenaeusz JMci Pana Jana Baptysty Cekiego ... y szlachetney panny Any Frąckowicówny (Kraków 1604)
3. Tragedya o polskim Scilurusie y o trzech synach koronnych Oyczyzny polskiey Żołnierzu Roskosniku y Philosophie, których imie Herkules, Parys Dyogenes (Kraków 1604) wraz z dwoma intermediami: Matys z Ktosiem oraz Orczykowski, Żona, Student.
4. Muzy na wesele Imci pana Alexandra Morskiego z Morska... y cnót wielkich Panny J Panny Katarzyny Tryblówny (Kraków 1604).
5. Hymenaeus Naiasniejsze(go) Monarchy Dymitra Jwanowica (...) Y (...) Marynie Carowey Moskiewskiey(...) (Kraków 1605).
6. Lutnia na wesele Naiaśnieyszego y Niezwycieżonego Monarchy Zygmunta III (Kraków 1605).
7. Poselstwo z Dzikich Pól od Sowizrzała od małocnotliwey drużyny (Kraków 1606), pod pseudonimem Prawdzic Niedrwiel[10].
8. Lech wzbudzony y lament iego żałosny (Kraków 1606).
9. Chorągiew Wandalinowa (Kraków 1607).